# Rhoicinus weyrauchi
Rhoicinus weyrauchi is een spinnensoort in de taxonomische indeling van de Trechaleidae.
Het dier behoort tot het geslacht Rhoicinus. De wetenschappelijke naam van de soort werd voor het eerst geldig gepubliceerd in 1960 door H. Exline.